# Крістін Штоєр
Крістін Штоєр (нім. Christin Steuer, 6 березня 1983) — німецька стрибунка у воду.
Учасниця Олімпійських Ігор 2004, 2008, 2012 років. Бронзова медалістка Чемпіонату світу 2011 року в синхронних стрибках з десятиметрової вишки, бронзова медалістка Чемпіонату світу 2007 року в синхронних стрибках з десятиметрової вишки.